# Man Down (bài hát)
"Man Down" là một bài hát của nữ ca sĩ người Barbados Rihanna nằm trong album phòng thu thứ năm của cô, Loud (2010). Bài hát này được sáng tác bởi Shontelle cùng bộ đôi sản xuất R. City và nhà sản xuất chính Shama "Sham" Joseph, tại một doanh trại sáng tác nhạc do hãng đĩa Def Jam Recordings tổ chức vào đầu năm 2010. R. City lấy cảm hứng bài hát năm 1973 "I Shot the Sheriff" của Bob Marley để viết "Man Down", tuy cùng mạch cảm xúc nhưng lại thể hiện dưới góc nhìn của phụ nữ. "Man Down" là một ca khúc reggae chứa những âm hưởng như ragga và điện tử. Nội dung lời bài hát kể về một cô gái đang hối hận và có ý muốn đào tẩu sau khi cô bắn chết một người đàn ông. Các nhà phê bình chọn "Man Down" làm ca khúc tiêu biểu trong Loud và so sánh với những bài hát khác, trong khi một số người thì lại bàn tán xoay quanh ngữ điệu Tây Ấn nổi bật và lối thể hiện giọng hát nhanh của Rihanna.
Def Jam phụ trách phát hành "Man Down" vào ngày 3 tháng 5 năm 2011 làm đĩa đơn thứ năm cho Loud. Tại Hoa Kỳ, bài hát đạt hạng 59 trên bảng xếp hạng Billboard Hot 100. Hiệp hội Công nghiệp Ghi âm Hoa Kỳ (RIAA) chứng nhận cho "Man Down" đĩa Bạch kim kép. Ca khúc vươn lên vị trí đầu bảng tại Pháp trong vòng năm tuần liền và đạt top 3 ở Bỉ và Hà Lan. Anthony Mandler phụ trách đạo diễn video âm nhạc, trong đó có cảnh Rihanna bắn chết bạn trai vì hắn ta hiếp dâm cô. Ngay lập tức, các tổ chức như Parents Television Council, Industry Ears và Mothers Against Violence chỉ trích MV "Man Down" cũng như Rihanna vì truyền bá tư tưởng rằng giết người là một hình thức công lý có thể chấp nhận được đối với nạn nhân bị hiếp dâm. Tuy nhiên, diễn viên kiêm nạn nhân từng bị hiếp dâm Gabrielle Union tán dương video có tính gần gũi. "Man Down" từng được Rihanna biểu diễn ở một số lễ hội âm nhạc cũng như góp mặt trong ba chuyến lưu diễn của nữ ca sĩ: Loud Tour (2011), Diamonds World Tour (2013) và Anti World Tour (2016).

## Bối cảnh
Sau khi phát hành và quảng bá Rated R được một thời gian, Rihanna bắt đầu thực hiện album phòng thu thứ năm và cam kết rằng nhạc phẩm mới của cô sẽ "ngổ ngáo, vui nhộn, cửa cẩm và tràn đầy năng lượng". Khoảng đầu năm 2010, hãng thu âm Def Jam Recordings quyết định tổ chức một "doanh trại" sáng tác nhạc ở thành phố Los Angeles, California gồm nhiều nhạc sĩ và nhà sản xuất để sáng tác chất liệu cho album phòng thu thứ năm của Rihanna, Loud. Để thực hiện công việc này, Def Jam sẵn sàng thuê gần hết phòng thu âm ở Los Angeles trong hai tuần. Ray Daniels, quản lý của bộ đôi R. City (Theron và Timothy Thomas), từng có mặt tại đó và cho biết hãng đĩa đã thuê lại mười phòng thu trong hai tuần với mức giá 25.000 đô la Mỹ một ngày. Anh còn bảo đó là một nơi mà các nhạc sĩ có lời mà không có nhạc, còn những nhà sản xuất thì có nhạc nhưng lại không có lời. Sau khi mọi thứ ở "doanh trại" đã được sáng tác xong, Rihanna đến nghe thử toàn bộ 200 bài hát và nữ ca sĩ chọn những bài xuất sắc nhất cũng như theo ý thích của cô. Tháng 9 năm 2010, Rihanna gọi điện thoại cho nhạc sĩ kiêm nhà sản xuất âm nhạc Shama "Sham" Joseph và bảo rằng cô muốn thu âm "Man Down" cho Loud. Nữ ca sĩ diễn tả cảm xúc mà cô muốn thể hiện trong "Man Down" bằng từ khóa "gangsta" và phát biểu với MTV News rằng, văn hóa reggae đã ảnh hưởng phong cách âm nhạc và đem lại rất nhiều cảm hứng cho cô.

## Sản xuất và thu âm
Sham là một trong số những người được thuê vào làm việc tại "doanh trại". Người quản lý giới thiệu anh đến đây là nhờ một người quen là nhân viên của Def Jam. Ngay sau khi đặt vé máy bay và có mặt tại LA, Sham lao vào sáng tác bài hát ngay với tâm trí "không còn gì để đánh mất và có mọi thứ để đạt được". Về cảm hứng thực hiện "Man Down", Sham đã liên tưởng đến bối cảnh Rihanna trình diễn trên sân khấu theo chủ đề vùng Caribe. Anh cảm thấy rằng từ Music of the Sun (2005) trở về sau, Rihanna không còn thực hiện âm nhạc chủ đề vùng Caribe nữa. Ca sĩ Shontelle bảo rằng Rihanna đã gọi điện thoại cho cô từ chuyến lưu diễn Last Girl on Earth và mời cô tham gia vào "Man Down". Cô xác nhận Rihanna đã có mặt trong phòng thu âm sau khi vừa hoàn thành xong show diễn, cùng thời điểm Shontelle đang sáng tác phân đoạn của cô ở bài hát.
Theo lời tường thuật của Daniels, mặc dù R. City quen biết Sham nhưng họ lại chưa từng nghe qua âm nhạc chủ đề Tây Ấn/vùng Caribe mà anh đã biên soạn trong suốt khoảng thời gian ở "doanh trại" sáng tác album Loud. Do vậy, Sham quyết định phát nhạc cho R. City nghe thử, và cả hai anh em bảo rằng: "Hãy đưa cho Rihanna một bản one-drop như vậy đi! Tương tự như 'I Shot the Sheriff' vậy!" Sham và R. City cùng nhau sáng tác phần lời của "Man Down" trong 12 phút. Phỏng vấn cùng MTV News, R. City bảo rằng họ định sáng tác bài hát giống "I Shot the Sheriff" (1973) của Bob Marley nhưng dưới góc nhìn phụ nữ. Hai anh em còn muốn khai thác thể loại nhạc island của Rihanna lúc cô mới vào nghề bằng âm thanh chân thật.
Quá trình sản xuất "Man Down" được thực hiện tại Los Angeles. Phần nhạc nền của bài hát được Cary Clark thu âm tại The Village. Kuk Harrell sản xuất giọng hát của Rihanna cùng với Josh Gudwin và Marcos Tovar tại Westlake Recording Studios. Bobby Campbell hỗ trợ thêm phần sản xuất và thu âm giọng hát, còn kỹ sư Manny Marroquin thì phối trộn âm thanh "Man Down" tại Larrabee Sound Studio, cùng hai trợ lý Erik Madrid và Christian Plata. Daniels xác nhận rằng R. City và Sham lần lượt nhận 15.000 và 20.000 đô la Mỹ chi phí sản xuất "Man Down". Anh cho biết "phải trả cái giá rất đắt đỏ để có được 12 phút cảm hứng từ một nhóm sáng tác nhạc hàng đầu, thậm chí trước khi bạn suy tính đến khoản phí cho các nhạc sĩ". Trước khi Rihanna vào phòng thu với một nhà sản xuất giọng hát thì 53.000 đô la Mỹ cho "Man Down" đã được chi trả. 78.000 đô la Mỹ là mức giá sau khi cộng lại chi phí sáng tác, hòa âm phối khí, sản xuất giọng hát, phối trộn và master bài hát. Nếu tính thêm với chi phí phát hành và quảng bá "Man Down" thì tổng số tiền sẽ là 1.078.000 đô la Mỹ.

## Nhạc và lời
Các nhà phê bình âm nhạc phân loại "Man Down" là một ca khúc thuộc thể loại reggae, dancehall, murder ballad với "nhịp điệu Caribe" kèm theo âm hưởng ragga và nhạc điện tử. Theo bản phổ nhạc do Universal Music Publishing Group đăng tải trên Musicnotes.com, "Man Down" là một bài hát sử dụng hợp âm gốc Đô thứ gồm 77 nhịp mỗi phút. Giọng hát của người thể hiện rộng trên một rưỡi quãng tám, từ nốt trầm nhất là F3 đến nốt cao nhất là E♭5. Nhà phê bình của Slant Magazine, Sal Cinquemani, khen ngợi "Man Down" là một trong những bài hát có chất giọng tiếng Barbados tự tin nhất của Rihanna. Một số người bảo rằng nữ ca sĩ nhấn giọng Tây Ấn trong bài hát. Nhà báo August Brown của Los Angeles Times cho rằng lối thể hiện như vậy của Rihanna là nhằm khẳng định "phong cách du dương vùng Caribe của cô ấy". Hai cây bút Leah Greenblatt từ tạp chí Entertainment Weekly và Spencer Kaufman từ PopCrush gọi "Man Down" là một bài hát chứa nhịp điệu đặc trưng ở vùng đảo.
Nội dung bài hát kể về nhân vật nữ là một kẻ trốn tránh sau khi hối hận vì rút súng bắn chết một người đàn ông bạo lực. Cô gái chậm rãi tường thuật diễn biến câu chuyện trước cái chết của hắn ta. Nhân vật nữ bày tỏ hối hận vì không cố ý giết kẻ tấn công mình, đã thế lại còn là "con trai của ai đó" và phải trốn khỏi nơi sinh sống để tránh bị bỏ tù. Sau đó, cô hát refrain "rom pom pom pom" và than khóc với mẹ mình vì lỗi lầm cô đã gây ra: "Mama, I just shot a man down". Lúc sau trong phần chuyển đoạn, Rihanna dùng ngữ giọng Bajan Creole nặng nề hơn: "Why deed I pull dee treeguh, pull dee treeguh, pull dee treeguh, BOOM!". Trên website MuuMuse, Bradley Stern, cho rằng Rihanna đã dùng tông giọng xưng tội ở phần bridge. Tác giả Danny White nhận định "Man Down" tuy mang giai điệu Jamaica và đưa người nghe trở lại với phong cách đầu sự nghiệp của Rihanna, nhưng giọng hát của nữ ca sĩ vẫn thiên về phía Barbados nhiều hơn.
Sean Thomas của Drowned in Sound cảm nhận nội dung "bắn chết người yêu ở nhà ga đông đúc" của bài hát là lời ẩn dụ của việc chia tay. Khi được HipHopDX hỏi về việc người nghe chỉ trích bài hát dung túng bạo lực, Sham bác bỏ bằng cách lập luận rằng lời cáo buộc đó hoàn toàn là vô căn cứ và đạo đức giả. Anh chỉ ra rằng những người chỉ trích bài hát tiêu chuẩn kép, do chính họ cũng cho phép con cái họ xem nội dung bạo lực. Sham khẳng định vì bài hát của anh phản ánh những cảm xúc chân thật và vấn đề thực tế và do đó, nhiều người thường hay phóng đại tranh cãi chỉ để đạt được mục đích của riêng họ.

## Phát hành và diễn biến thương mại
Sau khi ăn mừng Loud đạt chứng nhận Bạch kim từ việc bán được 1 triệu bản tại Hoa Kỳ, Rihanna mở một cuộc thăm dò vào ngày 1 tháng 3 năm 2011 trước 3,7 triệu người theo dõi trên Twitter và nhờ họ giúp cô lựa chọn đĩa đơn tiếp theo cho Loud. Cô bảo rằng sẽ quay một video âm nhạc trong vòng vài tuần tới. Sau nhiều lời đề nghị từ giới mộ điệu, Rihanna thu hẹp lựa chọn xuống còn bốn bài hát: "Man Down", "California King Bed", "Cheers (Drink to That)" và "Fading". Mặc dù trong ngày 12 tháng 3 năm 2011, Rihanna xác nhận "California King Bed" được chọn làm đĩa đơn quốc tế tiếp theo nhưng kế hoạch phát hành đã bị thay đổi tại Hoa Kỳ. "Man Down" được đưa lên đài phát thanh rhythmic tại Hoa Kỳ vào ngày 3 tháng 5 trước ngày phát hành "California King Bed" vào hôm 13, khiến cho "Man Down" và "California King Bed" lần lượt trở thành đĩa đơn thứ năm và thứ sáu trong album Loud tại Hoa Kỳ. "Man Down" được phát hành ở định dạng tải kỹ thuật số ở Pháp và Thụy Sĩ vào ngày 11 tháng 7, còn Hà Lan thì vào ngày 15 tháng 7 năm 2011.
Tại Hoa Kỳ, "Man Down" ra mắt trên bảng xếp hạng Billboard Hot 100 vào tuần lễ ngày 11 tháng 6 năm 2011. Bài hát đạt hạng 59 vào tuần ngày 9 tháng 7 và trụ hạng chỉ 14 tuần. Matthew Perpetua của Rolling Stone phân tích nguyên nhân "Man Down" không thành công ở Hoa Kỳ và cho rằng, mặc dù video âm nhạc tranh cãi của bài hát lan truyền và trở thành video được xem nhiều nhất của Rihanna vào năm 2011, nhưng "Man Down" chỉ nhận được lượt phát sóng khiêm tốn trên đài phát thanh (do chỉ góp mặt ở một số trạm urban nhất định) cũng như bán quá ít so với các đĩa đơn còn lại của nữ ca sĩ. "Man Down" đứng thứ 9 ở bảng xếp hạng Hot R&B/Hip-Hop Songs hàng tuần và được xếp ở hàng 47 trong danh sách bài hát cuối năm 2011 của bảng xếp hạng này. Tháng 6 năm 2015, Hiệp hội Công nghiệp Ghi âm Hoa Kỳ (RIAA) chứng nhận cho bài hát đĩa Bạch kim kép nhờ vào 2 triệu bản tiêu thụ ở Hoa Kỳ. Ở Canada, "Man Down" vươn lên hạng 63 trên bảng xếp hạng Canadian Hot 100.
Phía bên châu Âu, "Man Down" vươn lên dẫn đầu bảng xếp hạng âm nhạc tại Pháp và duy trì liên tục suốt 5 tuần liền. Bài hát còn đứng đầu bảng xếp hạng Thụy Sĩ do Media Control Romandy theo dõi số liệu. Ở Anh Quốc, "Man Down" đạt thứ hạng 54 ở tuần lễ thứ tư và trụ hạng tổng cộng 11 tuần liên tiếp. Bên bảng UK Hip Hop và R&B Singles, bài hát leo lên được hạng 15. Ca khúc đạt hạng 2 và hạng 3 lần lượt ở các vùng Wallonie và Vlaanderen của Bỉ, và được Hiệp hội Giải trí Bỉ (BEA) chứng nhận đĩa Vàng nhờ vào doanh số tiêu thụ đạt khoảng 15.000. "Man Down" đứng thứ 8 ở bảng xếp hạng Ý, và được chứng nhận đĩa Bạch kim với 30.000 lượng bán thuần ở quốc gia này. Bài hát còn đạt thứ hạng cao ở các bảng xếp hạng như Romania (2), Top 40 Hà Lan (3), Bồ Đào Nha (3), Top 100 Hà Lan (4), Ba Lan (4), Schweizer Hitparade của Thụy Sĩ (9) và Luxembourg (10).

## Đánh giá chuyên môn và thành tựu
Một số tác giả tán dương "Man Down" là một bản sáng tác "xuất sắc" đã gợi người nghe nhớ đến giai điệu đặc trưng vùng Caribe của Rihanna lúc mới bước chân vào sự nghiệp nghệ sĩ. Trên Consequence of Sound, cây bút Ryan Burleson bảo rằng ca khúc có đặc điểm âm thanh thương hiệu riêng và với giai điệu dancehall, "Man Down" chính là bài hát tôn vinh nghệ thuật dành cho di sản Caribe của Rihanna. Bradley Stern của MuuMuse khen ngợi "Man Down" rằng không còn bài nào trong Loud có thể bộc lộ lên được tính cách của Rihanna nhiều hơn bài hát này cả. Sal Cinquemani cho rằng giọng hát đọc nhanh ca từ của Rihanna là "đáng bất ngờ".
Kev Kharas của Yahoo! Music gọi "Man Down" là một trong những ca khúc hay nhất mà Rihanna từng thu âm và so sánh bài hát này với nhạc nền thể loại rock trong bộ phim Blade Runner (1982). Nhà phê bình cho biết "Man Down" đã đưa Rihanna đến với "những vùng đất tường thuật trong trí tưởng tượng mới". Trong khi đó trên No Ripcord, Genice Phillips cho rằng âm thanh của "Man Down" nghe giống với nhạc nền một tập phim truyền hình Cops (1989). Kathy Iandoli từ HipHopDX so sánh "Man Down" với hai bài hát liền trước của Rihanna như "Unfaithful", "Russian Roulette" và cho biết về mặt bối cảnh, "tình yêu và cái chết trở nên đồng nghĩa".
Cây bút Mike Doherty trực thuộc National Post cảm thấy "Man Down" là một ca khúc "nham hiểm và ngớ ngẩn" và so sánh tính độc đáo của bài hát này với bản hit "Umbrella" trước đó của Rihanna. Hai nhà báo khuyết danh của Lubbock Avalanche-Journal và The Star ở Nam Phi thì so sánh cảm xúc lo toan trong lời bài hát với "Bohemian Rhapsody" (1975) của Queen. August Brown của Los Angeles Times cho rằng "Man Down" chính là "phát súng cảnh báo" đến Chris Brown và là câu trả lời cho bài hát tố cáo người yêu cũ "Deuces" (2010) của anh, trong khi đó, các tác giả của tạp chí Rolling Stone lại cho rằng đây là câu trả lời dành cho "Murder She Wrote" (1992) của bộ đôi nhạc reggae người Jamaica Chaka Demus & Pliers. Trên tuần báo The Observer mỗi Chủ nhật, Kitty Empire viết rằng vụ việc Brown hành hung Rihanna đã góp phần tạo nên bối cảnh kịch tính của ca từ "Man Down", khiến nữ ca sĩ phải hát bài hát này với "nỗi đe dọa ngọt ngào lẫn đắng cay".
Trong bài đánh giá Loud, Emily Mackay từ NME cho rằng cuộc thử nghiệm ở "Man Down" có tổ chức hơn album liền trước của Rihanna, Rated R (2009), và cảm nhận chủ đề của bài hát là một "tuổi trẻ tận thế". Tương tự, Nima Baniamer của Contactmusic.com chỉ ra rằng "Man Down" gợi nhớ chất liệu Rated R. Cô ca ngợi "Man Down" là một ca khúc tuy đen tối đầy ám ảnh nhưng hấp dẫn một cách thú vị. Tuy nhiên, David Amidon của PopMatters chỉ trích "Man Down" là một bài hát ám chỉ khó hiểu đến "The Little Drummer Boy" (1955) với ca từ lan man và vô căn cứ. Anh cho rằng mặc dù bài hát có ý muốn hướng về nguồn gốc dân đảo của Rihanna nhưng lại không đủ tập trung để thực hiện được điều đó.
Tháng 6 năm 2012, "Man Down" thắng Bài hát R&B/Hip-Hop được trao giải tại giải Rhythm & Soul của ASCAP. Time Out xếp "Man Down" ở vị trí 10 trong danh sách 20 bài hát xuất sắc nhất của Rihanna và khen ngợi là một bản nhạc "xuất sắc nhất quả đất". Các nhân viên Complex đã chọn ra 26 bài hát xuất sắc nhất và xếp "Man Down" ở vị trí 13. Claire Lobenfeld cho rằng đây là bài hát "điện ảnh" nhất trong sự nghiệp của Rihanna và cô đã nâng cấp chủ đề "vô tình ngộ sát" từ "bị chà đạp" lên "đáng tôn sùng". Ann Powers xướng "Man Down" là một trong 20 bài hát phong trào Me Too hàng đầu và gọi đây là bài hát "trả thù trong trí tưởng tượng nhắm vào nền văn hóa gia trưởng dữ dội ở thể loại nhạc dancehall vùng Caribe mà ca khúc sử dụng." Năm 2018, Rolling Stone xếp "Man Down" ở vị trí thứ 28 trong danh sách 30 bài hát hay nhất của Rihanna, và nhận định khán giả Urban R&B của cô yêu thích ca khúc này hơn là những người hâm mộ nhạc pop. Bài hát còn góp mặt trong danh sách xếp hạng ca khúc của Rihanna theo Grammy.com, Slant Magazine (18) và Pitchfork (20).

## Video âm nhạc

### Bối cảnh
Video âm nhạc "Man Down" được tổ chức ghi hình vào tháng 4 năm 2011 tại hai khu vực ở Jamaica, vùng Kingston và bờ biển vùng Portland Parish, do Anthony Mandler phụ trách đạo diễn. Phỏng vấn với MTV News, Mandler cho biết để có được một MV "Man Down" chất lượng thì cần phải có "một cốt truyện và hình ảnh mạnh mẽ", do người hâm mộ của Rihanna mong đợi một video âm nhạc phải tụ hội nhiều yếu tố như kịch tính, gây sốc, dữ dội và đầy cảm xúc. Rihanna phát biểu với Rap-Up rằng video chứa đựng thông điệp sâu sắc dành cho những cô gái giống cô. Ngày 1 tháng 5 năm 2011, ba bức hình chụp điện thoại được đăng tải, trong đó gồm có cảnh Rihanna ở bãi biển mặc đầm Dolce & Gabbana trắng và lái xe đạp ở Portland Parish. Đến ngày 31 tháng 5 năm 2011, Rihanna đăng tải hậu trường thực hiện video âm nhạc "Man Down" vài giờ trước buổi công chiếu. Sau đó, MV được công chiếu trên 106 & Park của đài BET.

### Nội dung
Mở đầu video âm nhạc "Man Down" là bối cảnh một người đàn ông đang di chuyển ở một nhà ga tại Jamaica đông đúc và bận rộn lúc bình minh. MV sử dụng tông màu sepia đỏ, và camera lướt qua từng gương mặt người dân đi ngang. Sau đó, Rihanna mặc bộ váy đen tóc đỏ dài từ khuất bên trong cửa sổ tầng hai bước ra, tập trung nhìn về phía người đàn ông và rút súng đưa lên. Kế đến là tiếng nổ súng và viên đạn bay thẳng vào phía sau đầu của người đàn ông, máu từ đầu người đó phun ra. Đám đông nghe được tiếng súng liền tháo chạy. Nhân vật người đàn ông ngã xuống đất, đánh rơi chiếc vali trên tay và chết tại chỗ. Đầu người đó hướng về phía kẻ sát nhân là Rihanna, cô đang nhả ra một luồng khói rồi nhìn cảnh tượng trong đau đớn. Nữ ca sĩ bỏ đi, với trong lòng đem theo cảm xúc vừa không hối hận vừa sợ hãi. Lúc này, video gồm có âm thanh tiếng tàu hỏa, tiếng chim kêu và phân cảnh chuyển sang xác người đàn ông dưới vũng máu được quay từ góc phía trên. Màn hình tắt lại và xuất hiện dòng chữ "Yesterday Morning".
Nhạc nền "Man Down" bắt đầu bật lên, và bối cảnh tua ngược thời gian trở về một ngày trước vụ ám sát. Rihanna mặc áo mỏng trắng hở hang với dây ngực lên vai, mỉm cười lái xe đạp dọc thị trấn, chơi đùa và đi dạo với hàng xóm ở mọi độ tuổi trong cảnh quan nhiệt đới bình dị. Xen giữa các phân cảnh là Rihanna có mái tóc đỏ dài đến vai. Khi đó, cô đang thất thần ngồi hát theo lời bài hát một mình trên giường trong căn phòng ngủ nhỏ, với ánh nắng dịu nhẹ chiếu qua những tấm rèm đóng và những tấm rèm che hầu như không mở. Không gian và thời gian lúc này khác biệt rõ rệt so với thế giới được thuật lại qua lời bài hát. Kế đó là cảnh quay Rihanna đi tán tỉnh với những chàng trai trẻ, mà một người trong số đó lại có cầm súng. Nữ ca sĩ không hề sợ nguy hiểm gì mà cứ tự nhiên tương tác vui vẻ, khều vào cánh tay và cởi nón người đó ra. Tạp chí Interview tiết lộ rằng ở những cảnh quay đó, Rihanna đưa đồ uống Vita Coco vào "Man Down" để làm quảng cáo nhãn hàng.

Một cảnh quay trong video âm nhạc "Man Down" cho thấy Rihanna bị người đàn ông khống chế, tượng trưng cho tấn công tình dục.

Đến phân đoạn thứ hai của "Man Down" là đoạn Rihanna hát ở một bãi biển. Máy quay luân phiên chiếu giữa các cảnh Rihanna một mình ở mép nước và hình ảnh các cậu bé đang chơi đùa. Sau đó, Rihanna hóa thân từ một cô gái hòn đảo thành một cô gái tiệc tùng quyến rũ, bước vào không gian vũ trường. Máy ghi hình chuyển giữa cảnh cô nhảy solo, một nhóm nhảy toàn nam và những người bao ăn chơi cả đám đông. Người đàn ông mà cô đã giết vào sáng hôm sau xuất hiện, nhưng lúc này vẫn chưa xảy ra. Hai người cùng nhau khiêu vũ, nhưng hắn ta càng ngày càng hung hăng hơn đến mức Rihanna khó chịu và dùng tay đẩy ra. Cô rời đi với nụ cười trên môi khi đi ngang qua những người đàn ông đang đứng ở cửa. Người đàn ông trẻ theo đuổi cô ở phía bên ngoài, khống chế không cho cô cựa quậy. Gã đàn ông bịt miệng cô lại và tấn công tình dục cô ngụ ý theo nghĩa đen và nghĩa bóng, mặc dù lời bài hát không có câu nào nhắc đến hành vi này. Cảnh cưỡng hiếp không cho thấy quá trình hiếp dâm và thâm nhập tình dục. Sau cú tấn công, Rihanna run rẩy với vết tích bầm tím. Xen kẽ là những cảnh nữ ca sĩ ngồi một mình trên chiếc bè ở dòng sông trong hang động có thác nước. Video kết thúc ở đoạn cuối cùng là phần nhạc tắt đi, Rihanna đau khổ bỏ chạy về nhà, lục lọi tủ quần áo và lấy ra một khẩu súng cất giấu trong đó.

### Phân tích và đón nhận
Sau khi phát hành trên YouTube được một tuần lễ, video âm nhạc "Man Down" đạt 12 triệu lượt xem và tăng 51% theo mỗi tuần. Với số lượng tương tác mạng xã hội lớn, Rihanna vươn lên những hàng đầu bảng xếp hạng Billboard Social 50. Năm 2012, học giả Nicole R. Fleetwood xuất bản cho tập san African American Review cảm nhận sự đối lập về mặt nội dung trong "Man Down". Trong khi lời bài hát chỉ đơn giản bộc lộ cảm xúc hối hận vì đã giết một người đàn ông, video âm nhạc lại mở đầu bằng cảnh ám sát có chủ đích. Ở MV "Man Down", Rihanna thể hiện những bức chân dung khác nhau: nghệ sĩ ca hát, cô gái trẻ ở vùng quê nhà trên hòn đảo và tội phạm tiếc nuối với hành động của chính mình. Ngoài ra, nữ ca sĩ đóng vai vừa là nạn nhân vừa là thủ phạm, tiếp tục gắn bó với cảnh khuất phục giới tính và tình dục. Tuy nhiên, niềm vui sướng chỉ tồn tại cho đến khi cô bóp cò. Fleetwood cho rằng việc sử dụng ống kính màu sepia trong video âm nhạc "Man Down" không chỉ làm tối đi phần hình ảnh mà còn tạo cảm giác quen thuộc về mặt không gian và thời gian. Sự thay đổi rõ rệt trong tính cách của Rihanna xảy ra thông qua phương thức kể chuyện ngắt quãng cho thấy một người phụ nữ đang dần nhận ra bản thân thông qua hành vi xâm phạm tình dục.
Cùng năm, tác giả Janell Hobson phân tích video âm nhạc "Man Down" trong cuốn sách Body as Evidence: Mediating Race, Globalizing Gender. Cô chọn phân tích cách Rihanna phản ứng trước vụ việc của Chris Brown vào năm 2009. Hobson nhận định rằng từ sau khi TMZ công khai gương mặt bị hành hung, nữ ca sĩ đã sử dụng video âm nhạc như "Russian Roulette", "Hard", "We Found Love", "Love the Way You Lie", "S&M" để phục hồi hình tượng và nêu lên vấn đề bạo lực. Trong video "Man Down" lấy bối cảnh ở Jamaica, Rihanna vào vai một nạn nhân và bắn chết kẻ hiếp dâm mình. Hình ảnh này tượng trưng cho chủ đề công lý và nạn nhân, cũng như phản ánh rõ ràng biểu hiện văn hóa là nỗi niềm phẫn uất của nữ giới. Hobson lập luận rằng Rihanna sử dụng video âm nhạc của "Man Down" là nhằm phản đối nhận thức của xã hội về phụ nữ da đen bị lạm dụng tình dục, và đề cao công lý cùng cảm xúc dễ tổn thương.
Hobson nhận xét trong video âm nhạc "Man Down", Rihanna đã chiếm đoạt biểu tượng nam tính vũ phu là khẩu súng ở vũ trường tại Jamaica vào thập niên 90. Nữ ca sĩ tái hiện hình tượng femme fatale trùm đầu phiên bản Hollywood và vạch ra cốt truyện nhằm giải thích động cơ, tạo nên sự đồng cảm và ý nghĩa công lý trong bối cảnh bạo lực tình dục. Tác giả Lia T. Bascomb xuất bản cho tập san Palimpsest cho rằng việc Rihanna tán tỉnh, gặp gỡ và khiêu vũ với kẻ tấn công cô không phải là lý do biện minh cho hành vi bạo lực. Cô cảm nhận nội dung lời bài hát "Man Down" không lên án và cũng không có ý cổ xúy lối sống trả thù trong video, nhưng than thở về tình huống "bắn chết một người đàn ông". Nhà âm nhạc học Guthrie Ramsey nhận xét rằng phần nhạc rõ ràng không đẩy cao và thay đổi mạch cảm xúc giữa các cảnh. Do đó về mặt ký hiệu học, người xem có thể trải nghiệm các đoạn phim tự nhiên của "Man Down" tường thuật mọi chuyện: đạp xe đạp, ánh nắng mặt trời, bãi biển rồi cưỡng hiếp.
Trên CNN, Leslie Morgan Steiner phát sốc trước nội dung bạo lực cũng như những tranh cãi xoay quanh video âm nhạc của "Man Down". Tuy nhiên, cô vẫn ca ngợi và bảo rằng Rihanna xứng đáng được cảm ơn vì nữ ca sĩ đã phơi bày nạn cưỡng hiếp và hậu quả cảm xúc phức tạp sau đó. Theron Thomas của R. City cảm thấy MV rất kịch tính và Rihanna đã nhập vai hoàn hảo. Anh cho rằng nếu như nội dung "Man Down" được thể hiện theo từng lời bài hát thì câu chuyện chắc hẳn đã sinh động hơn. Học giả Debra Ferreday trên Feminist Theory kết luận rằng bạo lực giả tưởng của "Man Down", hay lớn hơn là ở video "Bitch Better Have My Money", đã góp phần kịch tính hóa sự bất khả thi của việc ăn miếng trả miếng trong một nền văn hóa coi cơ thể, đạo đức và chấn thương cá nhân của phụ nữ da màu là thứ đáng bị khinh miệt. Từ thời điểm ra mắt "Umbrella" đến cuối tháng 1 năm 2016, Natalie Weiner đến từ Billboard chọn "Man Down" làm 11 video âm nhạc xuất sắc nhất của Rihanna. Cô tán dương cảnh quay bắt mắt cũng như đề tài có sức ảnh hưởng như bạo lực gia đình và tình dục.

### Tranh cãi

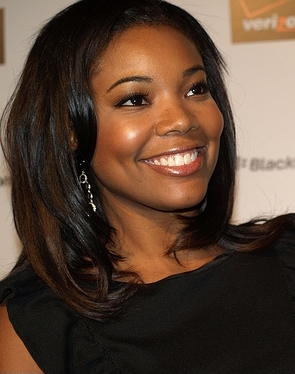
Diễn viên Gabrielle Union (hình) từng là nạn nhân bị cưỡng hiếp. Cô liên tưởng video âm nhạc của "Man Down" giống với vụ việc của cô.

Chỉ sau một tuần từ ồn ào buổi diễn "S&M" remix cùng ca sĩ người Mỹ Britney Spears tại giải thưởng Âm nhạc Billboard năm 2011, Parents Television Council (PTC) tiếp tục chỉ trích Rihanna cũng như video âm nhạc "Man Down" vì nữ ca sĩ đã "hành quyết một người một cách lạnh lùng và có tính toán" trong MV. Họ phản đối tư tưởng giết người là một hình thức công lý đối với nạn nhân bị hiếp dâm. Theo PTC và Industry Ears, nếu Chris Brown ghi hình cảnh giết một người phụ nữ trong một đoạn video được công chiếu trên BET thì "thế giới sẽ dừng lại" và Rihanna không được phép phát hành đoạn clip của mình. Paul Porter, đồng sáng lập Industry Ears và là cựu lập trình viên âm nhạc cho BET, phát biểu rằng hơn 30 năm qua, ông chưa từng chứng kiến "một hành vi máu lạnh, giết người có tính toán được phát sóng liên tục trong giờ vàng" như video "Man Down". Ngoài ra, một người phát ngôn của tổ chức Mothers Against Violence chỉ trích Rihanna vì không đưa ra được giải pháp, thay vào đó lại cổ xúy lối sống yếu mềm về mặt cảm xúc ở nhiều người trẻ là nạn nhân hiếp dâm.
Chấp bút cho PopMatters, Elizabeth Kaminski lên tiếng bảo vệ "Man Down". Cô cho rằng bạo lực là chuyện thường ngày trong phương tiện truyền thông đại chúng, và xuất hiện nhan nhản ở video âm nhạc điển hình như của Eric Clapton, Johnny Cash và thậm chí cả Justin Timberlake. Sol Chica so sánh bài hát của Rihanna với "Before He Cheats" (2006) của Carrie Underwood và cho rằng, vì Underwood là một phụ nữ da trắng nên cô dễ bị coi là nạn nhân hơn. Do đó, phản ứng bạo lực của Underwood được coi là hợp lý trong khi ngược lại, là một phụ nữ da màu như Rihanna thì bị xem là vô lý và tàn bạo. Cùng quan điểm với Kaminski, nhà phê bình âm nhạc Julianne Escobedo Shepherd xuất bản một bài xã luận trên AlterNet để phản bác lại rằng những lập luận của PTC hoàn toàn là tiêu chuẩn kép. PTC không hề để ý đến video âm nhạc "Monster" của Kanye West, trong đó có cảnh người nữ chết trong tình trạng treo cổ lơ lửng, còn West thì cầm cái đầu bị chặt đứt. Thậm chí, ngay chính "Love the Way You Lie" cũng không bị chỉ trích quá thậm tệ mặc dù nội dung của video này thì "tôn vinh và lãng mạn hóa" bạo lực gia đình.
Rihanna phủ nhận lời cáo buộc rằng video âm nhạc "Man Down" cổ xúy nạn nhân trẻ tuổi phải đi giết một ai đó. Nữ ca sĩ xác nhận rằng cảnh ám sát trong "Man Down" thực chất là hình ảnh ẩn dụ của "giết chết [tâm hồn] ai đó bằng cách làm người đó đau lòng", giống như "Unfaithful". Trên Twitter, Rihanna cũng đáp trả lời chỉ trích của PTC. Nữ ca sĩ bảo rằng các bậc phụ huynh đừng bao giờ mong cô sẽ giám sát con trẻ. Cô cho rằng cha mẹ thì không nên giấu giếm các vấn đề nhạy cảm khỏi con cái, bằng không chúng sẽ không thích nghi với xã hội, ngại mở lời về tấn công tình dục và tạo điều kiện cho kẻ hãm hiếp lộng hành hơn thế. Rihanna khẳng định không có phụ huynh nào được quyền gán nhãn độ tuổi trong công nghiệp âm nhạc và các nghệ sĩ luôn có quyền tự do trong việc sáng tạo nghệ thuật. Brad Wete của Entertainment Weekly đồng tình quan điểm với Rihanna và cho rằng phụ huynh phải chịu trách nhiệm nuôi dạy trẻ em, không thể đổ hết mọi lỗi lầm cho nghệ sĩ.
Anthony Mandler trả lời với The Hollywood Reporter rằng hình ảnh trong MV "Man Down" đã gợi lên phản ứng mà anh dự đoán từ trước, chính là sự ồn ào đã góp phần dấy lên một vấn đề cấm kỵ trong xã hội hiện đại. Nữ diễn viên và người ủng hộ sức khỏe phụ nữ, Gabrielle Union, từng là nạn nhân của hiếp dâm và công khai ủng hộ một video "dũng cảm" như "Man Down" trên Twitter. Dù cô không đồng cảm rằng phải ăn miếng trả miếng bất chấp, nhưng cô cảm thấy bản thân có chút liên hệ với video đó. Union cho rằng mỗi nạn nhân bị hiếp dâm đều có nỗi khổ riêng và thừa biết công lý được đòi lại ra sao. Chính bản thân nữ diễn viên từng muốn bắn chết kẻ hiếp dâm, nhưng cô đã trượt tay và coi đó là điều may mắn. Union bảo rằng giết chết một ai không hề đem lại công bằng cho cô và cũng không làm tình cảnh khá hơn. Cô khuyên nhủ rằng hạ sát kẻ hãm hiếp mình tuy "có thể thông cảm được" nhưng đừng nên thực hiện trừ khi là để tự vệ.

## Biểu diễn trực tiếp và sử dụng

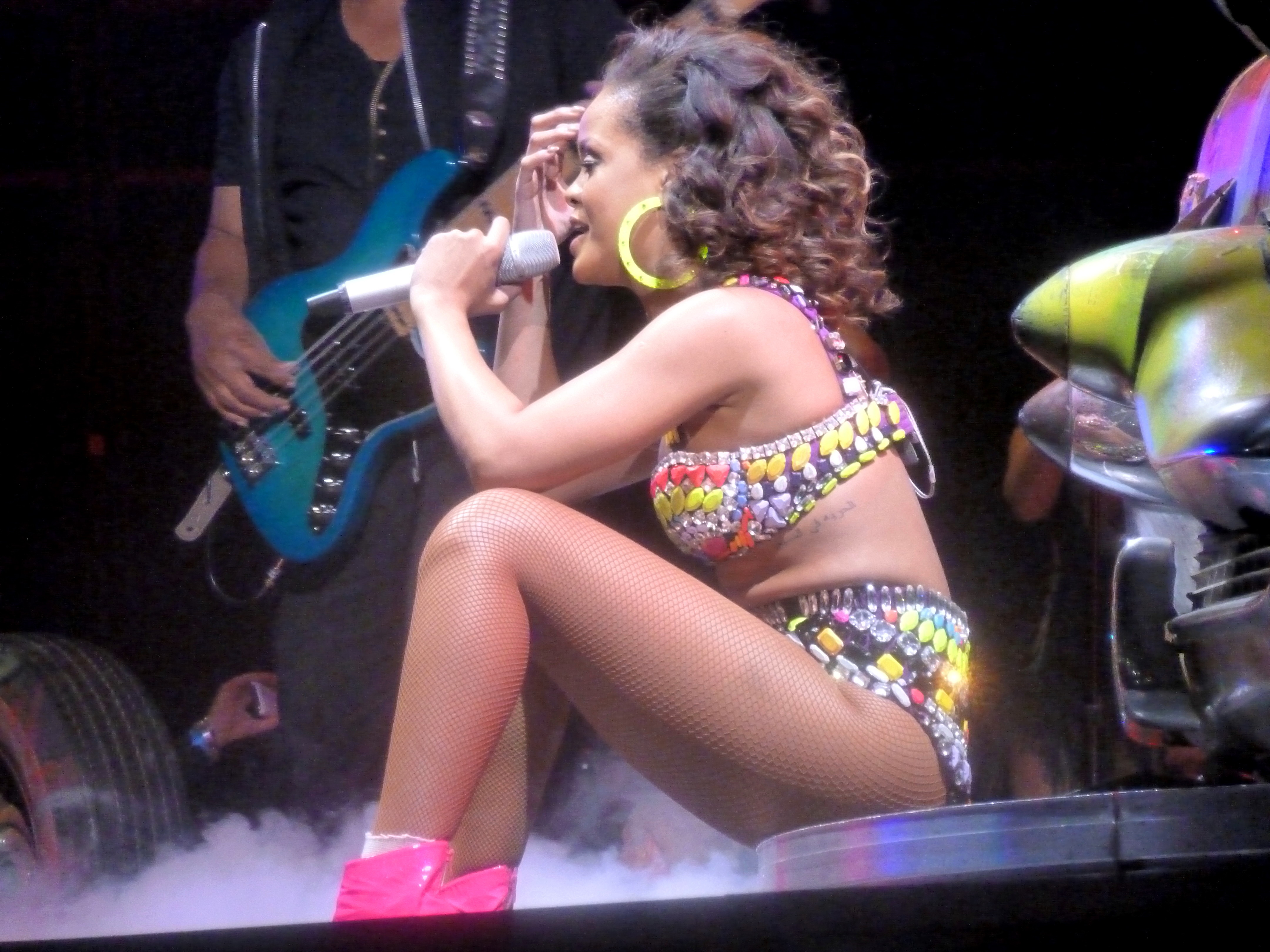
Rihanna biểu diễn "Man Down" tại Loud Tour (2011).

Ngày 20 tháng 8 năm 2011, Rihanna biểu diễn "Man Down" cho V Festival tại Weston Park. Tại đây, người hâm mộ phản ứng trái chiều vì cô tập trung biểu diễn rất tốt nhưng không tương tác nhiều với họ. Đến ngày 24 tháng 6 năm 2012, nữ ca sĩ biểu diễn bài hát tại BBC Radio 1's Hackney Weekend. Ngày 5 tháng 7 năm 2013, cô thể hiện "Man Down" cho lễ hội Roskilde Festival và bị khán giả chỉ trích vì đi trễ 30 phút. Rihanna từng trình diễn bài hát tại đêm nhạc hội Rock in Rio diễn ra vào năm 2011 và năm 2015. Ngày 4 tháng 9 năm 2016, nữ ca sĩ trình diễn ca khúc cho Made in America Festival. Rihanna được trả 6 triệu đô la Mỹ để biểu diễn cho đám cưới con trai tỷ phú ở Ấn Độ vào ngày 1 tháng 3 năm 2024, trong danh sách tiết mục có "Man Down". Khách mời cho bữa tiệc trước đám cưới gồm có nhiều nghệ sĩ Bollywood, lãnh đạo doanh nghiệp, chính trị gia và cầu thủ cricket Ấn Độ. Sáng lập viên Facebook, Mark Zuckerberg, cũng có mặt tại dịp này.
Ở tiết mục thứ tư của chuyến lưu diễn Loud Tour (2011), sau "Only Girl (In the World)", "Disturbia" và "Shut Up and Drive", Rihanna mặc bikini đính sequin đầy màu sắc, xuất hiện kế bên một vỏ xe ô tô đầy hình vẽ graffiti và trình diễn "Man Down". Ánh đèn đỏ phía trên sân khấu làm nổi bật giai điệu điềm gở của "Man Down" khi càng về sau, bài hát càng tăng dần tiết tấu. Erik Maza trên báo The Baltimore Sun tán dương cách sắp xếp tiết mục và nhận xét rằng tuy nhịp tấu của "Man Down" đáng lý nên chậm chút, nhưng về tổng thể là vẫn đem lại phần dàn dựng và trình diễn lý tưởng. Trên The Observer, Kitty Empire ca ngợi buổi biểu diễn "Man Down" là "tuyệt vời" mặc dù cô cảm thấy thất vọng vì "sự thiếu sáng tạo khó hiểu" từ phía đội ngũ dàn dựng sân khấu của Rihanna. Empire thắc mắc không hiểu tại sao ở giữa sân khấu lại có một nắp capo xe tải.
Trong tháng 11 năm 2012, nữ ca sĩ biểu diễn ca khúc ở chuyến lưu diễn 777 Tour gồm có 7 quốc gia 7 ngày và 7 chương trình. Tại chuyến lưu diễn Diamonds World Tour (2013), Rihanna trình diễn "Man Down" ở chủ đề vùng Caribe, cùng với "You da One", "No Love Allowed", "What's My Name?" và "Rude Boy". James Lachno của báo The Daily Telegraph chọn chủ đề này là điểm tiêu biểu ở chương trình diễn. Cây bút của Manchester Evening News, Katie Fitzpatrick, bình luận rằng Rihanna đưa khán giả đến vùng Caribe với giai điệu hấp dẫn. Rihanna biểu diễn "Man Down" tại The Monster Tour (2014) do nữ ca sĩ chủ trì cùng Eminem. Cô từng đưa bài hát vào trong danh sách tiết mục của chuyến lưu diễn Anti World Tour (2016).
Lần lượt trong tháng 3 và tháng 4 năm 2011, hai rapper người Mỹ Lil' Kim và Eve phát hành bản remix "Man Down". Tháng 6 năm 2011, ca sĩ kiêm nhạc sĩ sáng tác bài hát người Anh Leona Lewis biểu diễn bản phối lại của "Man Down" mashup với đĩa đơn năm 2008 "Better in Time" của cô tại Live Lounge của BBC Radio 1, cũng như trong chuyến lưu diễn Glassheart Tour (2013) của cô. Tháng 5 năm 2019, Britney Spears sử dụng "Man Down" để làm nhạc biểu diễn thời trang và catwalk trên Instagram.

## Đội ngũ sản xuất
Thông tin phần ghi công được lấy từ phần ghi chú của Loud.
Địa điểm
- Thu âm giọng hát – Westlake Recording Studios, Los Angeles, California.
- Thu âm phần nhạc – The Village, Los Angeles, California.
- Trộn nhạc – Larrabee Sound Studios, Los Angeles, California.

Đội ngũ
| - Giọng hát chính – Rihanna - Sáng tác – Shama "Sham" Joseph, Timothy Thomas, Theron Thomas, Shontelle Layne - Sản xuất – Sham of the Juggernauts - Sản xuất giọng hát và thu âm – Kuk Harrell, Josh Gudwin, Marcos Tovar | - Hỗ trợ sản xuất giọng hát và thu âm – Bobby Campbell - Thu âm phần nhạc – Cary Clark - Trộn nhạc – Manny Marroquin - Hỗ trợ trộn nhạc – Erik Madrid, Christian Plata |

## Bảng xếp hạng
| Bảng xếp hạng (2011)                     | Vị trí cao nhất |
| ---------------------------------------- | --------------- |
| Bỉ (Ultratop 50 Flanders)                | 3               |
| Bỉ (Ultratop 50 Wallonia)                | 2               |
| Canada (Canadian Hot 100)                | 63              |
| Cộng hòa Séc (Rádio Top 100)             | 19              |
| Pháp (SNEP)                              | 1               |
| Hungary (Rádiós Top 40)                  | 11              |
| Ý (FIMI)                                 | 8               |
| Lebanon (OLT20)                          | 18              |
| Luxembourg Digital Songs (Billboard)     | 10              |
| Hà Lan (Dutch Top 40)                    | 3               |
| Hà Lan (Single Top 100)                  | 4               |
| Na Uy (VG-lista)                         | 17              |
| Ba Lan (Polish Airplay Top 100)          | 4               |
| Bồ Đào Nha Digital Songs (Billboard)     | 3               |
| Romania (Romania Radio Airplay)          | 2               |
| Slovakia (Rádio Top 100)                 | 37              |
| Thụy Điển (Sverigetopplistan)            | 31              |
| Thụy Sĩ (Schweizer Hitparade)            | 9               |
| Thụy Sĩ (Media Control Romandy)          | 1               |
| Anh Quốc (OCC)                           | 54              |
| Anh Quốc R&B (OCC)                       | 15              |
| Hoa Kỳ Billboard Hot 100                 | 59              |
| Hoa Kỳ Hot R&B/Hip-Hop Songs (Billboard) | 9               |
| Hoa Kỳ Rhythmic (Billboard)              | 18              |

| Bảng xếp hạng (2011)                     | Vị trí |
| ---------------------------------------- | ------ |
| Bỉ (Ultratop 50 Flanders)                | 26     |
| Bỉ (Ultratop 50 Wallonia)                | 33     |
| Pháp (SNEP)                              | 9      |
| Hungary (Rádiós Top 40)                  | 73     |
| Hà Lan (Dutch Top 40)                    | 16     |
| Hà Lan (Single Top 100)                  | 24     |
| Thụy Điển (Sverigetopplistan)            | 73     |
| Thụy Sĩ (Schweizer Hitparade)            | 50     |
| Hoa Kỳ Hot R&B/Hip-Hop Songs (Billboard) | 47     |

| Bảng xếp hạng (2012) | Vị trí |
| -------------------- | ------ |
| Pháp (SNEP)          | 175    |

## Chứng nhận
| Quốc gia | Chứng nhận  | Số đơn vị/doanh số chứng nhận |
| --- | ----------- | ----------------------------- |
| Bỉ (BEA) | Vàng        | 15.000*                       |
| Brasil (Pro-Música Brasil) | Kim cương   | 250.000‡                      |
| Đan Mạch (IFPI Đan Mạch) | Vàng        | 45.000‡                       |
| Pháp (SNEP) | —           | 190.000                       |
| Ý (FIMI) | Bạch kim    | 30.000‡                       |
| New Zealand (RMNZ) | Vàng        | 15.000‡                       |
| Thụy Điển (GLF) | 2× Bạch kim | 40.000‡                       |
| Thụy Sĩ (IFPI) | Vàng        | 15.000^                       |
| Anh Quốc (BPI) | Vàng        | 400.000‡                      |
| Hoa Kỳ (RIAA) | 2× Bạch kim | 2.000.000‡                    |
| * Chứng nhận dựa theo doanh số tiêu thụ. ^ Chứng nhận dựa theo doanh số nhập hàng. ‡ Chứng nhận dựa theo doanh số tiêu thụ và phát trực tuyến. |             |                               |

## Lịch sử phát hành
| Khu vực | Ngày phát hành      | Định dạng                         | Hãng đĩa       | Nguồn   |
| ------- | ------------------- | --------------------------------- | -------------- | ------- |
| Hoa Kỳ  | 3 tháng 5 năm 2011  | Đài phát thanh rhythmic đương đại | Island Def Jam | [ 38 ]  |
| Pháp    | 11 tháng 7 năm 2011 | Tải kỹ thuật số                   | Universal      | [ 40 ]  |
| Thụy Sĩ | 11 tháng 7 năm 2011 | Tải kỹ thuật số                   | Universal      | [ 41 ]  |
| Hà Lan  | 15 tháng 7 năm 2011 | Tải kỹ thuật số                   | Universal      | [ 42 ]  |
| Ý       | 5 tháng 8 năm 2011  | Đài phát thanh                    | Universal      | [ 163 ] |